# Rhabdopholis irrorata
Rhabdopholis irrorata är en skalbaggsart som beskrevs av Louis Albert Péringuey 1896. Rhabdopholis irrorata ingår i släktet Rhabdopholis och familjen Melolonthidae. Inga underarter finns listade i Catalogue of Life.